# Zelftest
Een medische zelftest dient om bepaalde ziektes of aandoeningen zelf thuis aan te tonen. De testen kunnen worden uitgevoerd op verschillende lichaamsstoffen zoals urine, bloed en speeksel. Zelftests zijn verkrijgbaar bij apotheek, drogist of online.

## Soorten
Tot de bekendste zelftests behoren:
- Allergiezelftest
- Amslerrooster (gezichtsveld)
- Chlamydiatest
- Cholesteroltest
- Coeliakietest
- COVID-19-antigeen-sneltests
- Diabetestest
- Menopauzetest
- Ovulatietest
- Zwangerschapstest

## CE-teken
Zelftests die in Nederland verkocht mogen worden, dienen te zijn voorzien van een CE-teken. Dit teken dient te worden gevolgd door een nummer. Dit nummer geeft de zogenaamde Notified Body (keurende instantie) aan die de test heeft beoordeeld. Een verplicht onderdeel van een dergelijke aanmelding is een lekenonderzoek. In dit onderzoek dient te worden aangetoond dat de zelftest geschikt is om te worden uitgevoerd door leken of particulieren.
Zelftests worden bij de beoordeling voor het CE-kenmerk ingedeeld in verschillende klassen. Dit is vastgelegd in Europese wetgeving (lijst 2A, 2B of 3 geeft aan aan welke eisen een test dient te voldoen). Hoe hoger ingedeeld, des te zwaarder zijn de eisen gesteld aan de test, bijsluiter en verpakking.

## Controle
Door de verkoop van niet toegestane testen (onder meer hiv, hepatitis, Mexicaanse griep) zijn zelftests tot voor enkele jaren minder goed ontvangen door de medische wereld. Met de komst van nieuwere testen en scherper toezicht (onder andere door de IGZ) verandert dit beeld. De huidige testen zijn toegestaan voor gebruik thuis en voldoen aan specifieke eisen als specificiteit en sensitiviteit.
Bij de aankoop van een zelftest is het ook verstandig te letten op de aanbieder (ISO-gecertificeerd) van de test. Een zelftest welke aangeboden wordt via drogist of apotheek is altijd voorzien van het juiste CE-keurmerk.
Tot de meest sensitieve en specifieke zelftests behoren de zwangerschapstest, de ovulatietest en de menopauze test. De betrouwbaarheid van dergelijke hormonale testen ligt nagenoeg op 100% aangezien zowel de sensitiviteit als specificiteit vaak meer dan 99% bedragen.
Door recente onderzoeken worden SOA testen (chlamydia, syfilis en gonorroe) sterk afgeraden. Deze testen zijn niet gevoelig en betrouwbaar genoeg gebleken.
Zelftests met een voldoende nauwkeurigheid zullen de komende jaren, mits juist gereguleerd, een toenemende rol spelen in het zelf actief monitoren van de gezondheid. Nu vaak nog met immunochromatografische sneltesten, in de toekomst steeds vaker via zelftests gebaseerd op nanotechnologie.